# Alain Supiot
Alain Supiot (* 1949 in Frankreich) ist ein französischer Rechtswissenschaftler. Er ist seit 2012 am Collège de France beschäftigt.

## Beruflicher Werdegang
Nachdem er 1979 an der Universität Bordeaux zum Docteur d'Etat en droit promoviert hatte, erlangte Supiot an dieser Universität 1980 die Aggregation der juristischen Fakultät. Von 2001 bis 2008 war er Mitglied des Institut Universitaire de France (Lehrstuhl Dogmatique juridique et lien social). Ihm wurde im Jahr 2003 die Ehrendoktorwürde der Université catholique de Louvain verliehen. 2015 wurde er zum Mitglied (Corresponding Fellow) der British Academy gewählt. Supiot lehrte an der Universität Nantes. Dort gründete er das Maison des Sciences de l’Homme Ange Guépin, eine Forschungseinrichtung, an der ein multidisziplinärer Ansatz bei der Untersuchung des Wandels der sozialen Bindungen verfolgt wird.
Er war als Gastwissenschaftler 1981 am Institute of Industrial Relations in Berkeley, USA, und 1989/90 am European University Institute in Florenz tätig. In den Jahren 1997 bis 1998 forschte er als Fellow am Wissenschaftskolleg zu Berlin. Von 1998 bis 2001 war er Vorsitzender des Conseil National du développement des sciences humaines et sociales, seit 2008 ist er Mitglied des Conseil scientifique de la Ville de Paris.
Supiot ist unter anderem wissenschaftlicher Berater der Redaktion der Zeitschrift International Labour Review, dem Organ der Internationalen Arbeitsorganisation (ILO).
Supiots Arbeiten befassen sich hauptsächlich mit Arbeitsrecht, Sozialrecht und der dogmatischen Begründung der sozialen Bindungen. Mit seinem Essay „Der Geist von Philadelphia“ hat er, so die Rezension in der FAZ vom 10. Juni 2010 zur französischen Ausgabe, „ein kluges, kontroverses und auch zorniges Buch geschrieben“, mit dem er anregt, das Ethos der 1949 von der ILO verabschiedeten Erklärung von Philadelphia neu zu beleben.

## Schriften (Auswahl)
- L’esprit de Philadelphie : La justice sociale face au marché total. Éditions du Seuil, Paris 2010, ISBN 978-2-02-099103-2.
  - deutsch: Der Geist von Philadelphia. Soziale Gerechtigkeit in Zeiten entgrenzter Märkte. Übersetzt von Ilse Utz. Hamburger Edition, Hamburg 2011, ISBN 978-3-86854-231-8.
- Homo juridicus : essai sur la fonction anthropologique du droit. Éditions du Seuil, Paris, 2005, ISBN 978-2-02-067636-6.
- Alain Supiot et al. (Hrsg.): Tisser le lien social : florilège de dix années de conférences à la Maison des sciences de l’homme Ange-Guépin. Éditions de la Maison des sciences de l’homme, Paris 2004, ISBN 978-2-7351-1046-9.
- Le droit du travail. Presses universitaires de France, Reihe Que sais-je?, Paris 2006, ISBN 978-2-13-055954-2.
- Alain Supiot et al. (Hrsg.): Pour une politique des sciences de l’homme et de la société, recueil des travaux du Conseil national du développement des sciences humaines et sociales (1998-2000). Presses universitaires de France, Paris 2001, ISBN 2-13-052088-X.